# 明户站
明戶站（日语：／ Aketo eki */?）是一個位於埼玉縣深谷市瀨山，屬於秩父鐵道秩父本線的鐵路車站。
一度為無人站，但開始一人控制後再次配置站員。

## 車站結構
島式月台1面2線的地面車站。業務委託站。熊谷站的被管理站。沒有廁所。

### 月台配置
| 月台 | 路線    | 目的地                       |
| ---- | ------- | ---------------------------- |
| 1    | ■秩父線 | 熊谷、行田市、羽生方向       |
| 2    | ■秩父線 | 寄居、長瀞、秩父、三峰口方向 |

## 相鄰車站
秩父鐵道
秩父本線
「Paleo Express」、急行「秩父路」
通過
普通
大麻生－明戶－武川

## 外部連結
- 車站資訊 明戶站（秩父鐵道） （页面存档备份，存于）